# Grönländische Badmintonmeisterschaft 2018
Die Grönländische Badmintonmeisterschaft 2018 fand vom 29. bis zum 31. März 2018 in Ilulissat statt.

## Sieger und Platzierte
| Disziplin    | Gold                                    | Silber                         | Bronze                                  |
| ------------ | --------------------------------------- | ------------------------------ | --------------------------------------- |
| Herreneinzel | Jens Frederik Nielsen                   | Frederik Elsner                | Taatsi Pedersen                         |
| Dameneinzel  | Milka Brønlund                          | Pilunnguaq A. Hegelund         | Nina Høegh Møller                       |
| Herrendoppel | Jens Frederik Nielsen Frederik Elsner   | Taatsi Pedersen Bror Madsen    | Sequssuna F. Schmidt Toke Ketwa Driefer |
| Damendoppel  | Cecilia Josefsen Pilunnguaq A. Hegelund | Sandra Bro Paninnguaq Davidsen | Nina Høegh Møller Milka Brønlund        |
| Mixed        | Jens Frederik Nielsen Malu P. Degn      | Frederik Elsner Iidui Broberg  | Taatsi Pedersen Juliane Brønlund        |